# Atelognathus patagonicus
Az Atelognathus patagonicus a kétéltűek (Amphibia) osztályába, a békák (Anura) rendjébe és a Batrachylidae családjába tartozó faj.

## Előfordulása
A faj Argentína endemikus faja. Argentína Neuquén tartományában, vulkanikus fennsíkokon honos. Természetes élőhelye sztyeppékkel és félsivatagos területekkel körülvett állandó lagúnák. Jobbára vízi életmódot folytat, de megtalálható a lagúnákat körülvevő növényzetben is. Vízben szaporodik.
A Laguna Blanca Nemzeti Parkban található Laguna Blanca fő populációja teljesen kipusztult egy halfaj betelepítése következtében. Szerencsére a parkban levő más tavakban előforduló más alpopulációi stabilnak mutatkoznak. Egyes tavakban az eutrofizáció jelent gondot, továbbá a betelepített ragadozó halfajok is veszélyt jelentenek populációira.